# Taxtitla
Taxtitla är en ort i Mexiko.   Den ligger i kommunen Chalma och delstaten Veracruz, i den sydöstra delen av landet, 210 km norr om huvudstaden Mexico City. Taxtitla ligger 134 meter över havet och antalet invånare är 487.
Terrängen runt Taxtitla är platt åt nordost, men åt sydväst är den kuperad. Runt Taxtitla är det ganska tätbefolkat, med 248 invånare per kvadratkilometer. Närmaste större samhälle är Huejutla de Reyes, 9,8 km sydväst om Taxtitla. Omgivningarna runt Taxtitla är en mosaik av jordbruksmark och naturlig växtlighet.